# Stanisław Moskal (1935–2019)
Stanisław Józef Moskal, ps. Śledź Otrembus Podgrobelski (ur. 4 marca 1935 w Krakowie, zm. 8 maja 2019 tamże) – polski naukowiec i pisarz, socjolog wsi, profesor nauk rolniczych, związany z Uniwersytetem Rolniczym im. Hugona Kołłątaja w Krakowie. Badał przemiany kulturowe i uwarunkowania rozwoju wsi polskiej, a szczególnie świadomość ekologiczną jej mieszkańców. Był znawcą lokalnych gwar Podhala. Miłośnik gór, etnolog i podróżnik. Przez wiele lat badacz uwarunkowań rozwoju rolnictwa w Algierii.
Był autorem Wstępu do imagineskopii w formie prześmiewczego traktatu naukowego, którego fikcyjna metodologia i stylizacja były używane przez czytelników w różnych zastosowaniach praktycznych i teoretycznych. Stworzył postać Jeremiasza Apollona Hytza, któremu przypisał wiele tez związanych z imagineskopią. Książka, wydana po raz pierwszy w 1977, stała się przedmiotem szeregu analiz literackich, naukoznawczych i filozoficznych, a także kultowym tematem licznych blogów. Koncepcja imagineskopii okazała się inspiracją do licznych i nowatorskich eksperymentów artystycznych. Zainteresowanie nią rozwija się szczególnie w XXI wieku.
Doświadczenie profesjonalne autora jako naukowca i socjologa znalazło odbicie w humorystycznym tekście naukowym, który jest porównywany do dzieł czołowych przedstawicieli prozy podobnego gatunku. Autor pisał pod pseudonimem „Śledź Otrembus Podgrobelski”. W 2012 wydał także tom własnych wspomnień.

## Życiorys
Był synem Stanisława (1903–1984) i Jadwigi z domu Jordan (1908–1964). Ojciec był inżynierem i dyrektorem technicznym fabryki chemicznej produkującej mydło i tłuszcze roślinne w Trzebini. Matka była nauczycielką i pochodziła z historycznej rodziny dawnych żupników salin wielickich, której członkowie odznaczyli się w powstaniu listopadowym i powstaniu węgierskim.

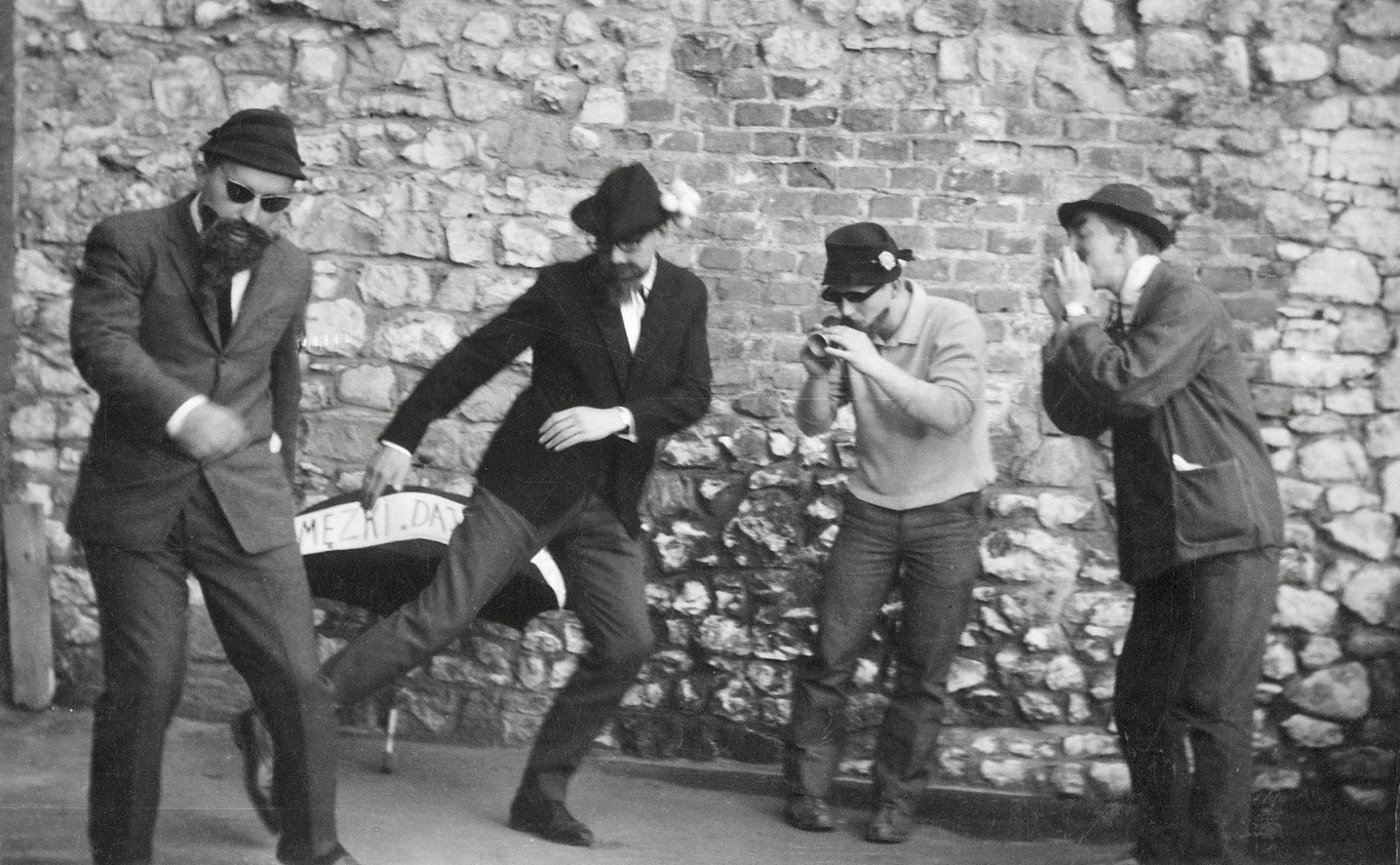
Stanisław Moskal (drugi od lewej) w czasie Juwenaliów Krakowskich w 1964

Urodził się w Krakowie. Był silnie związany z rodzinną (ze strony ojca) podbeskidzką wsią Sułkowice i jej tradycjami, gdzie przeżył okupację niemiecką. Maturę uzyskał w 1952 w jednej z najstarszych (1588) polskich szkół – I Liceum Ogólnokształcącym im. Bartłomieja Nowodworskiego w Krakowie, którego absolwentami byli wcześniej jego dziadek i wuj.
Ukończył studia zootechniki (1957) w Wyższej Szkole Rolniczej w Krakowie, a następnie studia socjologii (1965) na Uniwersytecie Jagiellońskim. Od 1960 pracował w Wyższej Szkole Rolniczej w Krakowie jako asystent, a od 1965 jako starszy asystent w Katedrze (od 1970 Instytucie) Ekonomiki i Organizacji Rolnictwa. W 1970 na podstawie rozprawy Praca pozarolnicza jako czynnik zmian w gospodarstwie i rodzinie chłopskiej Podhala uzyskał stopień doktora nauk rolniczych i został zatrudniony jako adiunkt. Pracował tam także po przekształceniu WSR w 1972 w Akademię Rolniczą. W 1978 uzyskał stopień doktora habilitowanego na podstawie pracy Ludność dwuzawodowa w procesie społeczno-gospodarczego rozwoju wsi.

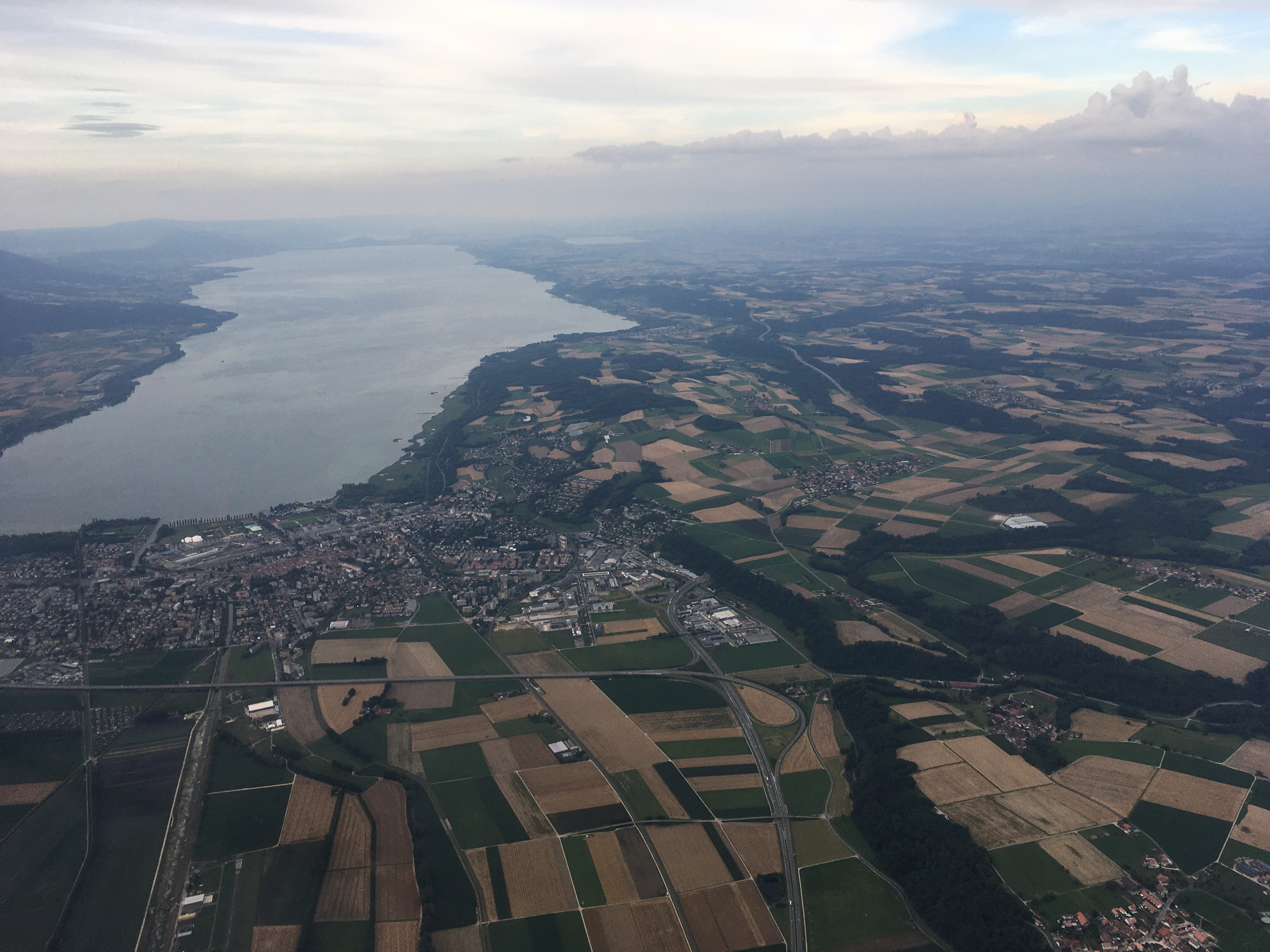
Miejscowość rolnicza Belmont-sur-Yverdon, w prawym dolnym rogu, 5 km od miasta Yverdon i jeziora de Neuchâtel w Szwajcarii

Na przełomie lat 1959 i 1960 odbył roczną praktykę rolniczą u farmera w niewielkiej miejscowości Belmont-sur-Yverdon  we francuskojęzycznym kantonie Vaud w Szwajcarii, dzięki której uzyskał na początku kariery zawodowej znaczące doświadczenie pracy i życia w społeczeństwie szwajcarskim w porównaniu do ówczesnych warunków gospodarczych i społecznych w Polsce. W 1971 zwiedzał Syberię przy okazji stażu naukowego w Nowosybirsku. Rok akademicki 1973/74 spędził na stypendium naukowym w Algierze. W 1975 odwiedził okolice Użhorodu na Rusi Zakarpackiej. W okresie 1976–1979 był konsultantem ekonomicznym Instytutu Zootechniki w Balicach.
Do Algierii powrócił w latach 1979–1986 i pracował w wyższej szkole rolniczej (od 2008 pod nazwą ENSA) w El Harrach na obrzeżach Algieru. Wykładał tam problematykę rozwoju gospodarczego oraz ekonomikę rolnictwa, a także sporządził na zlecenie ministerstwa rolnictwa Algierii szczegółowy bilans paszowy tego kraju. Odbył wtedy szereg wypraw krajoznawczych, także w głąb Sahary.
Równocześnie od 1979 był zatrudniony w Akademii Rolniczej w Krakowie jako docent w Katedrze Polityki Agrarnej, od 1994 jako profesor nadzwyczajny Zakładu Socjologii i Rozwoju Wsi. W 1989 został odznaczony Złotym Krzyżem Zasługi.
W 1992 odbył pobyt studyjny na Uniwersytecie Lavala w Kanadzie. Tytuł naukowy profesora nauk rolniczych otrzymał w 2000. W latach 1994–2004 był kierownikiem nowo utworzonego Zakładu (od 2004 Katedry) Socjologii i Rozwoju Wsi tej uczelni, skąd w 2007 przeszedł na emeryturę.
Zmarł 8 maja 2019 w Krakowie. Został pochowany na cmentarzu Rakowickim (kwatera P, rząd 2, grób 18).

## Praca naukowa

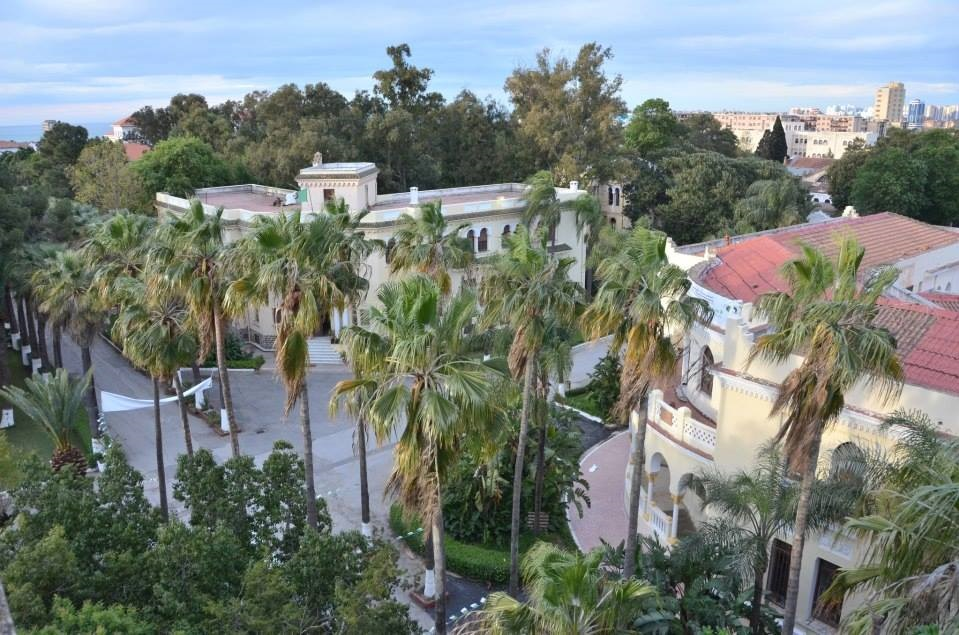
ENSA – wyższa szkoła rolnicza w El Harrach koło Algieru

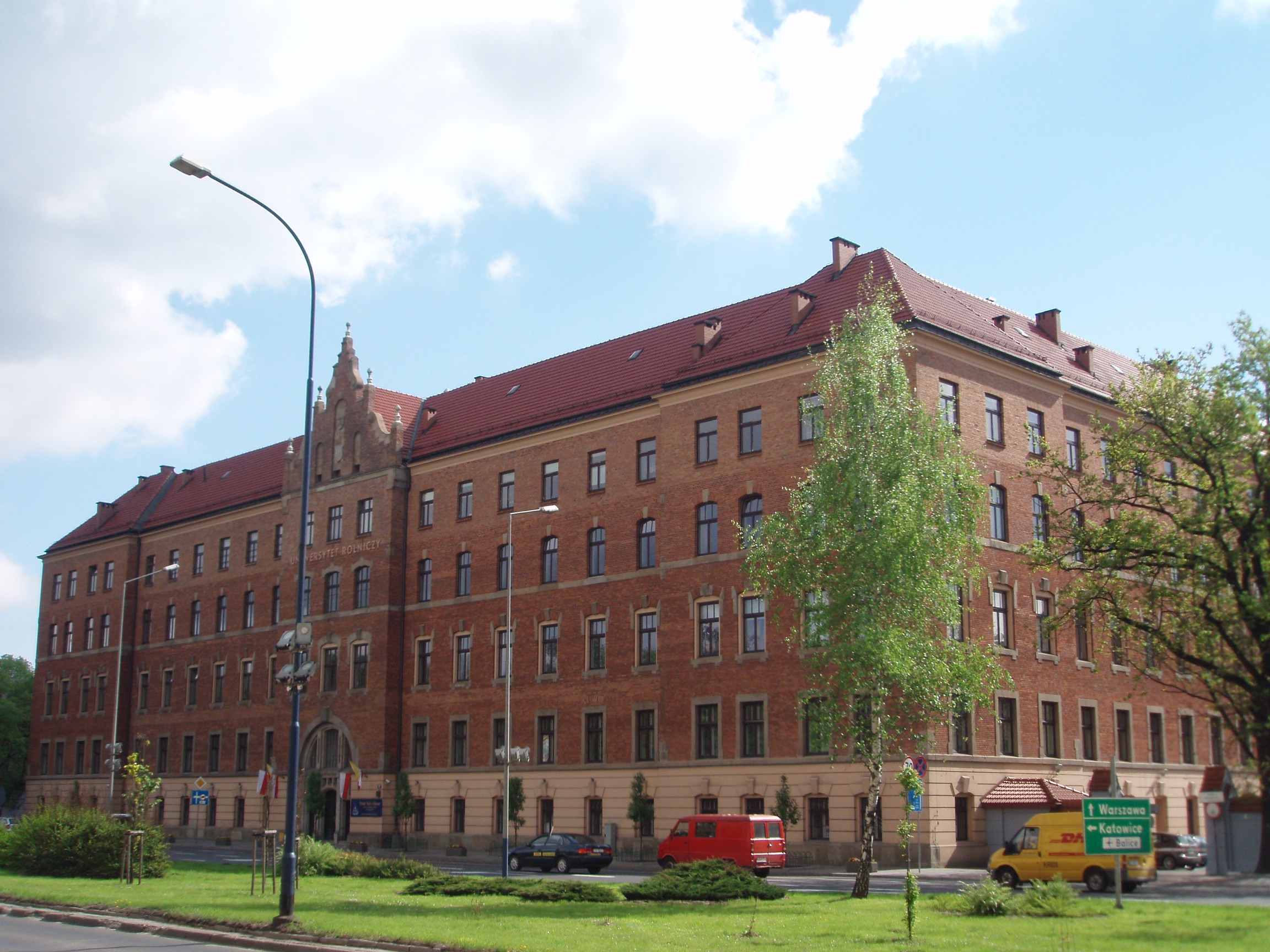
Uniwersytet Rolniczy im. Hugona Kołłątaja w Krakowie, Collegium Godlewskiego

Jego dorobek naukowy obejmuje ponad 220 pozycji o charakterze interdyscyplinarnym, z pogranicza socjologii wsi i ekonomiki rolnictwa. Tematami tych prac są problemy przekształcania rolnictwa w procesie rozwoju gospodarczego, przemiany struktury społeczno-ekonomicznej ludności, funkcjonowanie gospodarstw chłopskich, zasoby pracy na wsi, a także kulturowe i cywilizacyjne aspekty rozwoju wsi, w tym świadomość ekologiczna jej mieszkańców.
Był autorem wielokrotnie wydanego akademickiego podręcznika socjologii wsi i dwóch monografii książkowych analizujących pozarolniczą pracę w rodzinach chłopskich na obszarze Podhala. Pierwsza z nich była rozprawą doktorską i analizowała trudne warunki życia i pracy chłoporobotników w latach 70. XX wieku w rozdrobnionych gospodarstwach rolnych w podhalańskich wsiach Gronie i Ostrowsko, pracujących w kombinacie obuwniczym w Nowym Targu. Był także autorem opracowań monograficznych na temat sytuacji młodzieży wiejskiej w Polsce i o rolnictwie Algierii. Współpracował z uniwersytetami w Rennes, Paryżu i Montpellier, a także w Nitrze i Preszowie.
Badał przemiany kulturowe wsi polskiej, a szczególnie regionalne zjawisko dwuzawodowości na wsi i jej przeludnienie. Stwierdził, że pomimo widocznego postępu cywilizacyjnego wsi na początku XXI wieku oraz porównywalnego do miasta wyposażenia gospodarstw domowych, duża część młodzieży wiejskiej – inaczej niż pokolenie rodziców – krytycznie ocenia wieś jako miejsce życia dla siebie i wyraża aspiracje zawodowe związane z miastem oraz nierolniczymi działami gospodarki. Za rozwiązanie optymalne młodzież wiejska uważa własne i nierolnicze przedsiębiorstwo.
Był autorem programu rozwoju terenów rolniczych oraz analizy przedsięwzięć podejmowanych przez gminy miejsko-wiejskie i wiejskie na rzecz aktywizacji społeczności lokalnej i ukierunkowania przemian gospodarczych wsi w sytuacji rozdrobnienia gospodarstw wiejskich. W szczególności badał psychologiczne uwarunkowania przebudowy wsi małopolskiej. Na podstawie badań ankietowych przeprowadzonych w 2000 w gminach województwa małopolskiego i podkarpackiego wskazał na rozwiązania w tworzeniu miejsc pracy alternatywnych do rolnictwa.

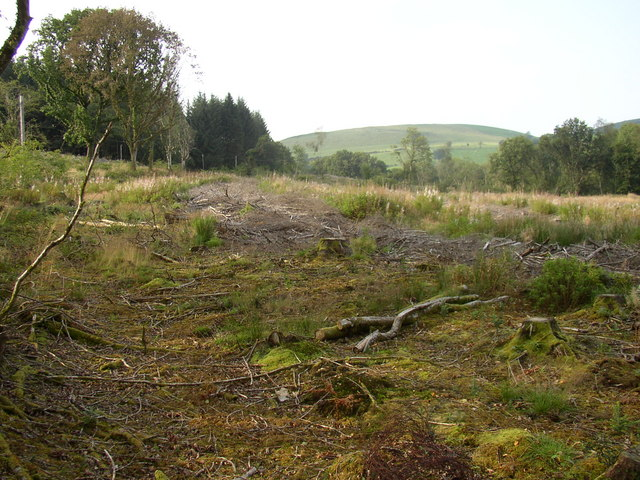
Wycinka drzew i związana z nią degradacja środowiska była powodem obaw mieszkańców wsi w Małopolsce w końcu XX wieku

Wprowadził ilościowe metody badania świadomości ekologicznej mieszkańców terenów wiejskich. Wykazał, że w Małopolsce u schyłku XX wieku dwie trzecie respondentów dostrzegało wokół siebie degradację środowiska wiejskiego głównie z powodu wycinki drzew, dzikich wysypisk śmieci, postępującego zabudowywania terenu, a także brzydkiej architektury. Znajomość folkloru podgórskiego południa Polski widoczna jest w jego twórczości literackiej.
Był doradcą rolniczych instytucji państwowych i samorządowych. Wchodził w skład zarządu Małopolskiego Programu Rozwoju Wsi i Rolnictwa, zespołu do spraw Bezrobocia Agrarnego w Krakowie, uczestniczył w programach szkoleniowych Małopolskiego Stowarzyszenia Doradztwa Rolniczego. Dla Stowarzyszenia Odnowy Obszarów Wiejskich „Wieś i Europa” konsultował wyjazdy studyjne i seminaryjne do Francji i na Ukrainę w latach 2000–2002. Był krytykiem systemu dopłat bezpośrednich udzielanych polskim rolnikom przez Unię Europejską.
Od 1997 był członkiem rady programowej „Krakowskich Studiów Małopolskich”, a od 2002 kwartalnika PAN „Wieś i Rolnictwo”. Był promotorem trzech doktoratów w Algierii, a także trzech w Polsce, z których ostatni został przeprowadzony w Instytucie Rozwoju Wsi i Rolnictwa PAN w 2005.
W charakterystyce przedstawicieli nauk społeczno-ekonomicznych w Krakowie w 2015 uznano, że był „znaczącą postacią” tego środowiska oraz że był „skupiony na nauce, o bardzo solidnym metodycznie warsztacie naukowym, raczej unikał popularności niemającej bezpośredniego odniesienia do nauki”.

## Twórczość literacka

### Wstęp do imagineskopii (próba zarysu)

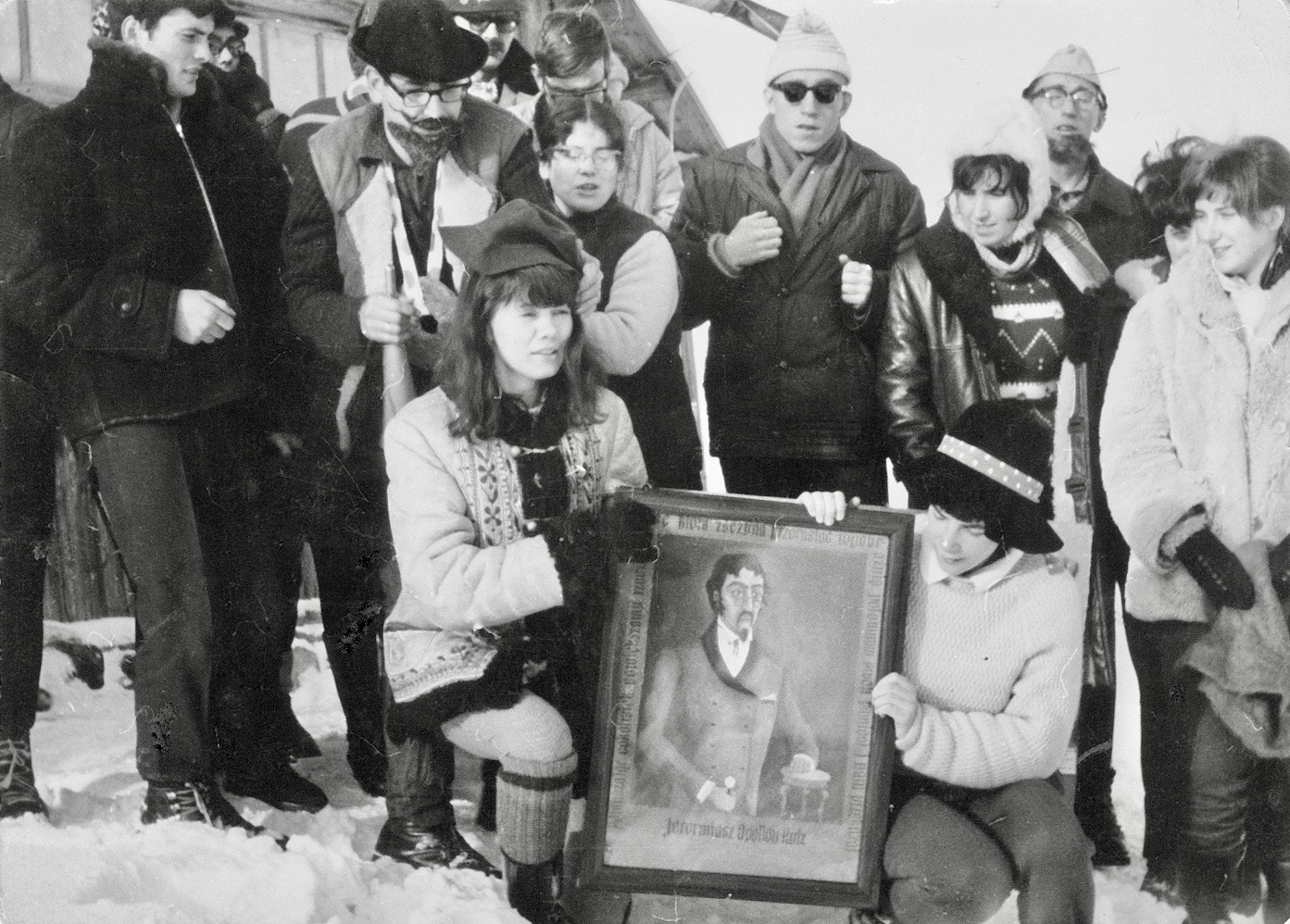
Portret Jeremiasza Apollona Hytza przed schroniskiem Betlejemka na Hali Gąsienicowej. Stanisław Moskal stoi trzeci od lewej – styczeń 1968

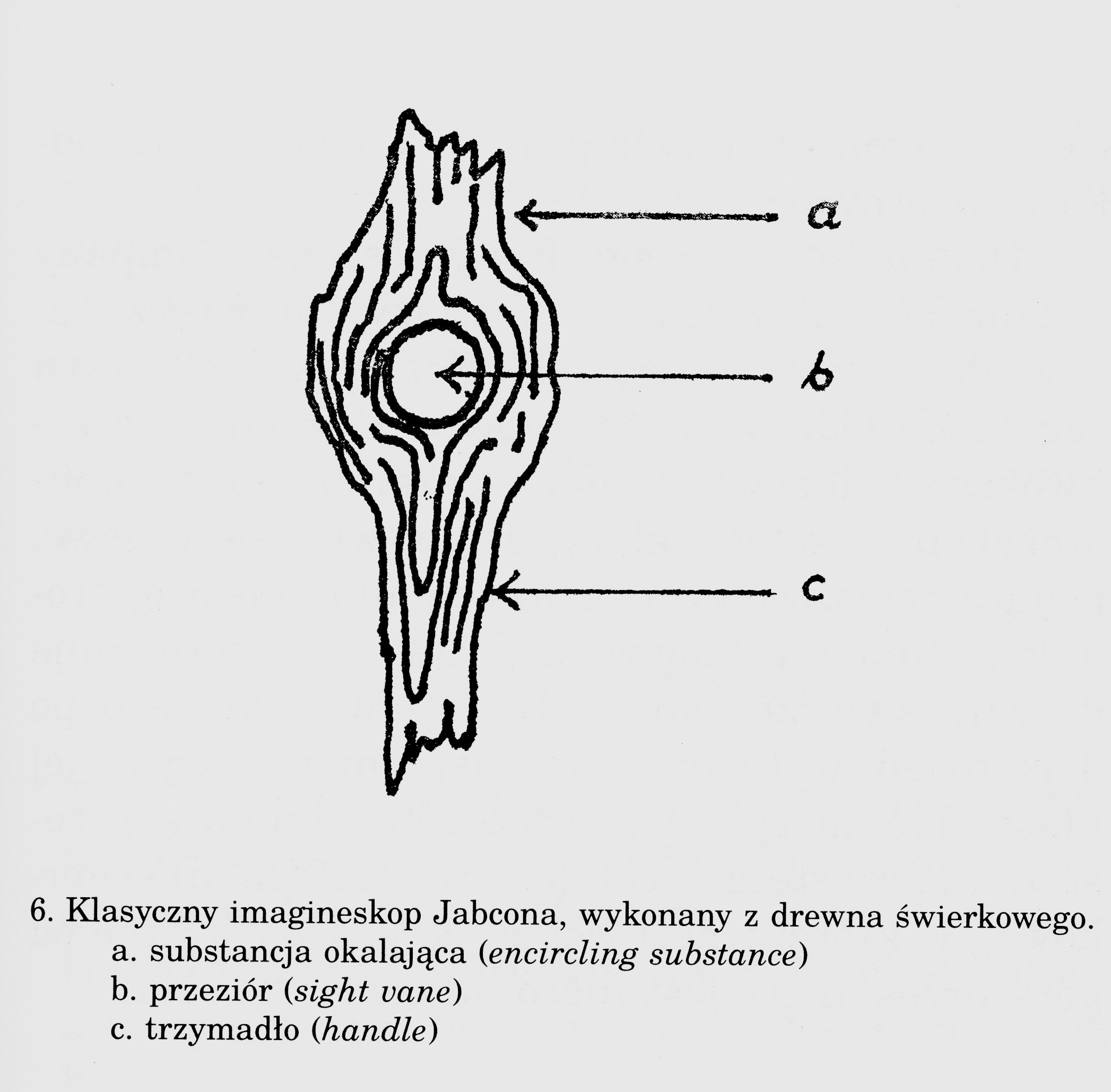
Klasyczny imagineskop Jabcona – rys. 6 ze Wstępu do Imagineskopii (próba zarysu)

Był autorem tekstu i rysunków parodystycznego Wstępu do imagineskopii (próba zarysu) w literackiej formie „pastiszu tekstu naukowego”. Książka została wydana po raz pierwszy w 1977 przez Wydawnictwo Literackie pod pseudonimem Śledź Otrembus Podgrobelski – jego nazwisko jako autora podają katalogi biblioteczne, recenzja z 1979, dane bibliograficzne z 1986 i niektóre biogramy, a nota o autorze w wydaniu z 1998 wskazuje, że jej autor był związany z Krakowem.
Wstęp zawiera także bibliografię zmyślonych źródeł naukowych, które (30 pozycji) zostały opisane w 2016 w specjalistycznym leksykonie. Fikcyjnym twórcą imagineskopii i związanej z nią pendologii był aptekarz-myśliciel Jeremiasz Apollon Hytz (1841–1914) z Podhajec – autor zdania „przed którego logiką ugiąć się muszą najbardziej nawet sceptyczne umysły: Każdy skutek ma swoją przyczynę”.

Opis imagineskopu podał autor: 

Środkiem doraźnym, pobudzającym pracę wyobraźni za pośrednictwem zmysłu wzroku, a więc imagineskopem – jest każdy otwór dziurawiący na wylot jakąkolwiek stałą substancję, uformowany tak, że przez jego przeziór przeprowadzić można bodaj jedną prostą

Imagineskopia jest natomiast metodą poszerzania wyobraźni, której wzmocnienie zależy od rodzaju użytego imagineskopu i jego hipotetycznych parametrów technicznych, które książka analizuje w stylu naukowym. Relacje między fikcją a autentycznością tych definicji i opisów są skomplikowane i „rozdzielenie ich zakresów przestaje być wyłącznie kwestią prostej oceny”. Powiązanie tak rozumianej wyobraźni „ze sztuką, a zwłaszcza z poezją, wciąż wydaje się czymś naturalnym, powszechnym i oczywistym”.
Wstęp do imagineskopii „to w istocie «bajka» – fałszywy apokryf obnażający mit obiektywności i względność nauki”. Książka „imituje autentyk, by za chwilę zdradzić własną fałszywość, a następnie znów ją utrzymać”. „Podstawową funkcją parodii w książce Podgrobelskiego jest sugerowanie literackości”, którą można rozumieć podobnie jak literackość współczesnych sylw. Książka „wydaje się ostentacyjnie ludyczna”, a jej język jest pastiszem formalnego tekstu naukowego używanego przez autora w jego profesjonalnej działalności naukowej z prześmiewczymi dodatkami znanego mu języka mieszkańców Podhala jak w cytacie:

Pendoptyka (inaczej: synoptyka pendologiczna) zajmuje się prognozowaniem warunków pendoptycznych w bliższej i dalszej przyszłości ze skutkiem podobnym, jak czyni to meteorologia. Wzorem dla pracowników obu tych dziedzin na zawsze pozostanie dziadek Stopka, bacujący ongiś na Hali Gąsienicowej, który stworzył absolutnie niezawodne trzy tezy pendoptyczne dziadka Stopki:

Teza I: – hy, gmy idom dołu, pijom wode ... Bedzie loć!

Teza II: – hy, gmy idom hore, napiły sie ... Bedzie loć!

Teza III: – hy, gmy ni ma... Bedzie loć!

W 1979 Jerzy Kmita, filozof i teoretyk kultury, porównał przekaz Wstępu z antypozytywistycznymi tezami Wilhelma Diltheya. Imagineskopia współpracuje interdyscyplinarnie z etnografią, archeologią, a szczególnie z socjologią i statystyką, które wzbogaca aspektami praktycznymi. Zdaniem Kmity, teoria J. A. Hytza wychodzi z założenia, „iż aby dobrze wczuwać się, trzeba dysponować odpowiednio szeroką wyobraźnią”, a także że „wczuwanie się jest metodą poznawczą teoretycznie najsłuszniejszą”. Bez imagineskopii „nie posiadamy właściwego, dostatecznie rozwiniętego rozeznania w humanistyce akademickiej”. W tym samym roku Jerzy Pomorski wskazał na tożsamość Stanisława Moskala i Śledzia Otrembusa Podgrobelskiego oraz na podobieństwo tematów podhalańskich i zainteresowaniem kulturą góralską, także językiem, pomiędzy pracą doktorską Moskala a jego Wstępem do imagineskopii, który nazwał „świetnym parkinsonowskim żartem” i „jakże dziś rzadko uprawianą formą samokontroli naukowca, jeżeli wyrazić się nieco przesadnie”. Recenzent pierwszego wydania Wstępu napisał w 1979:

Jakkolwiek zakres zastosowań praktycznych imagineskopii może już dzisiaj imponować, to jednak perspektywy dalsze przekraczają najśmielsze wyobrażenia

W 2024 dyskutowano związek imagineskopii kwantowej, nowego działu imagineskopii, z pojęciem „kota Schrödingera”. Stosowane metody imaginoskopijne mimo korzystnego powiększania wyobraźni mogą jednak wprowadzać negatywne skutki rozpowszechniania się mylnych informacji, a także zaburzać rozwój sztucznej inteligencji.

#### Aspekty literackie i filozoficzne
Wstęp do imagineskopii i jego forma prześmiewczego traktatu naukowego stał się przedmiotem analiz literackich i tematem zainteresowania na blogach internetowych. Recenzje książki porównywały ją do tekstów Mrożka i Haška oraz Parkinsona i Murphy’ego. Nazwano ją „rarytasem” literackim. Zauważono „grane na cienkiej strunie fenomenalne poczucie humoru autora”. Bloger stwierdził, że „gdyby Monty Python pisał książki, to napisałby własny Wstęp do imagineskopii”.
Wstęp był materiałem źródłowym do wywodów matematycznych, a metodologiczna zasada imagineskopii określania „co jest czym czego” była przywołana w szczegółowej dyskusji matematycznej, a także w rozprawie na temat kondycji filozofii. Koncepcja imagineskopii w innej rozprawie filozoficznej była „lepszym przybliżeniem funkcji, jaką spełnia wyobrażona reprezentacja w akcie intencjonalnym”. Treść książki stała się także „ważną” podstawą rozważań o etyce dyskusji historycznych w celu ich „pogłębienia i poszerzenia”. Zauważono również przydatność imagineskopii do oceny poezji poruszającej kwestie fundamentalne, mając na uwadze „próg nietolerancji społecznej w przypadku zbyt wybujałej wyobraźni”.
W 2012 międzynarodowa konferencja onomastyczna zorganizowana przez Wydział Filologiczny Uniwersytetu Łódzkiego i poświęcona zagadnieniom toponomastyki umieściła nazwy miejscowości wymienione we Wstępie „między komizmem a stylizacją”. Imagineskopia stała się także przedmiotem zainteresowań w logice. Teza Śledzia Otrembusa Podgrobelskiego, że „oprzeć się trzeba na faktach, a mówią one same za siebie – są to bowiem fakty wiele mówiące” została przyjęta za „klasyczną” zasadę w opisie dorobku akademickich zespołów dydaktycznych i naukowych. Styl i pojęcia użyte we Wstępie były przydatne w nauczaniu języków obcych, w tekstach popularyzujących matematykę i astronomię, a także w dydaktyce związanej z epidemiologią medyczną.
Książka stała się również inspiracją w tworzeniu fantastyki naukowej, przygotowywaniu przedstawień kabaretowych oraz elementem analizy gier komputerowych. Wskazano na jej przydatność w filmowych adaptacjach materiałów nieliterackich, gdyż imagineskopia stanowi „metaforę dla science fiction”, a także stawia w centrum zainteresowania „związki pomiędzy przyszłością, człowiekiem a technologią”. Znalazła praktyczne zastosowanie w coachingu, w którym karty szkoleniowe „działają jak klasyczne imagineskopy”. Była używana w opisach numizmatycznych. W 2019 użycie imagineskopu było argumentem w dyskusji nad filmem Krzyżacy z 1960.

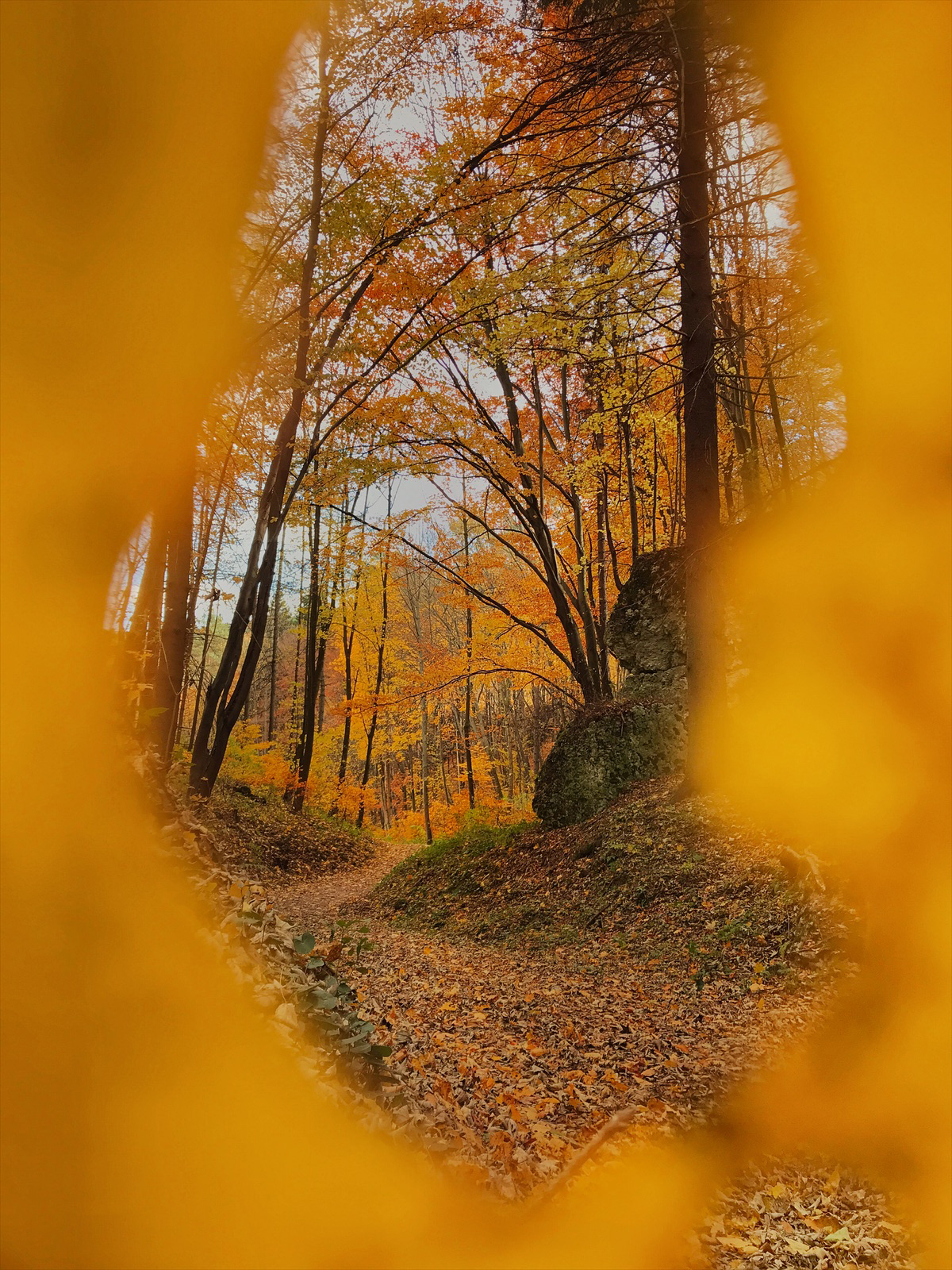
Naturalny imagineskop w postaci dziurki w jesiennym liściu w Ojcowskim Parku Narodowym

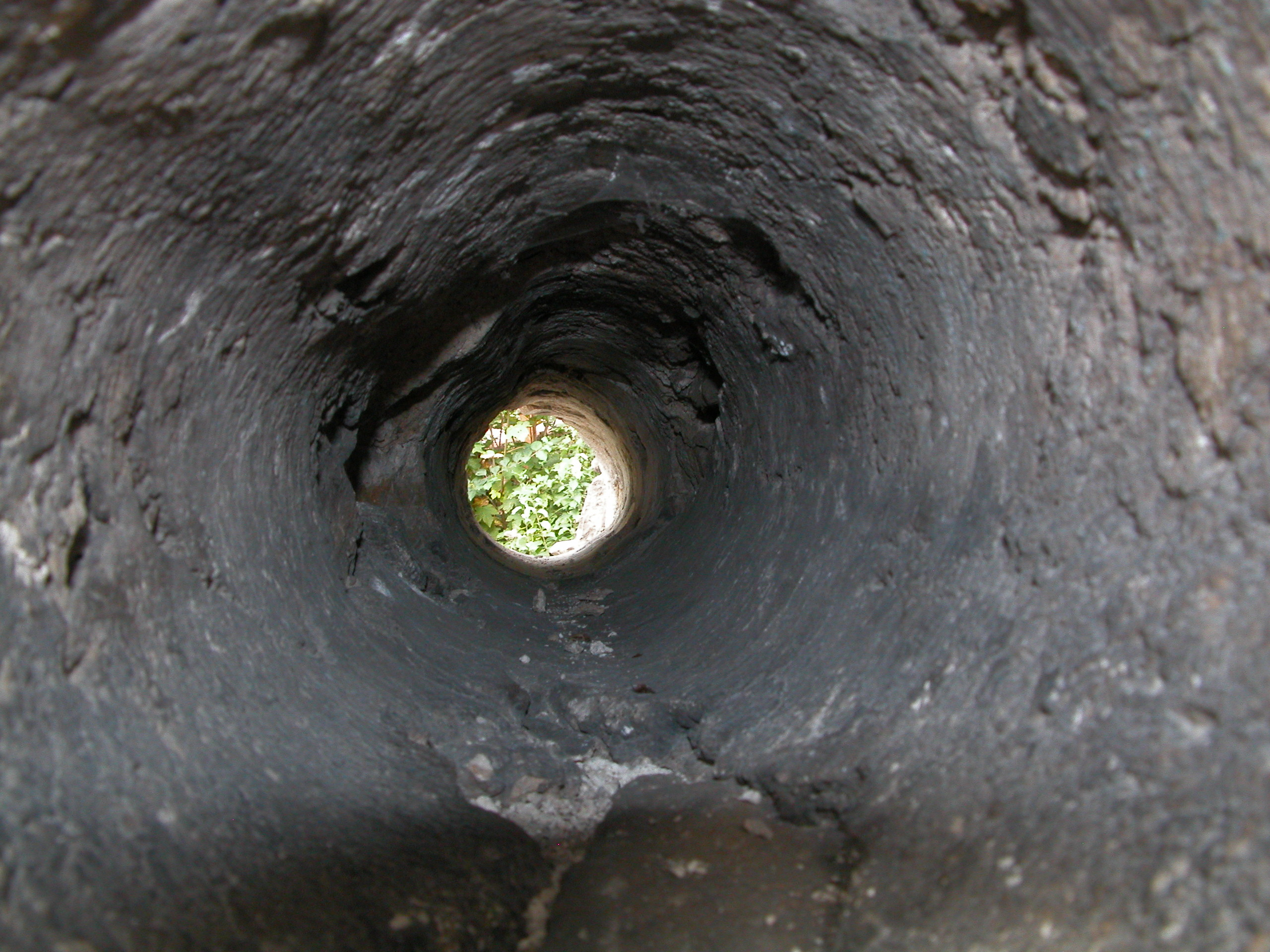
Fikcyjny imagineskop zidentyfikowany w murach średniowiecznego Zamku Sobień

Treść Wstępu do imagineskopii „poszerza wyobraźnię” czytelnika podobnie jak beletrystyka Lema, któremu przypisywano autorstwo tej książki. Autor Wstępu został nazwany „krakowskim mędrcem” o „otchłannej erudycji”. Fikcyjna rozprawa habilitacyjna „słynnego Śledzia Otrębusa Podgrobelskiego może nas bowiem nauczyć lepiej niż cokolwiek innego, czym jest styl naukowy i jak, dążąc do jego osiągnięcia, nie ośmieszyć się... zanadto”. Wstęp uznano za wzór konstrukcji rozprawy naukowej.
Fragment z rzekomych pism Jeremiasza Apollona Hytza: „Pomnażając cokolwiek, powiększamy rzeczywistość, która zaczyna przechodzić wyobraźnię” był postrzegany jako bliski konstatacjom modernistów na temat pojęcia realności. W eseju literackim z 2002 zwrócono uwagę na inną ważną myśl Jeremiasza: „Każdy Ciemnogród ma swoją awangardę, ale i każda awangarda ma swój Ciemnogród”. 
Zespół śpiewaczy piosenki turystycznej „Towarzystwo Powiększania Wyobraźni im. Jeremiasza Apolinarego Hyca” powstał w Choszcznie w 2002 i uzyskał szereg wyróżnień artystycznych. W 2010 nazwisko Hytza i historia imagineskopii trafiły na blog BBC News. Jeremiasz Apollon Hytz został w 2011 włączony do listy uczestników uroczystości z okazji jubileuszu obchodzonego na Uniwersytecie Śląskim.
Stosowanie imagineskopu w naturze pozwala być „twórcą” i zobaczyć „swój obraz”. Fikcyjny średniowieczny imagineskop został zidentyfikowany w 2013 w murach XIV-wiecznego Zamku w Sobieniu. Naturalny okaz imagineskopu Jabcona z fragmentu tysiącletniej sekwoi znaleziono w 1999 w Prairie Creek Redwood State Park w północnej Kalifornii.

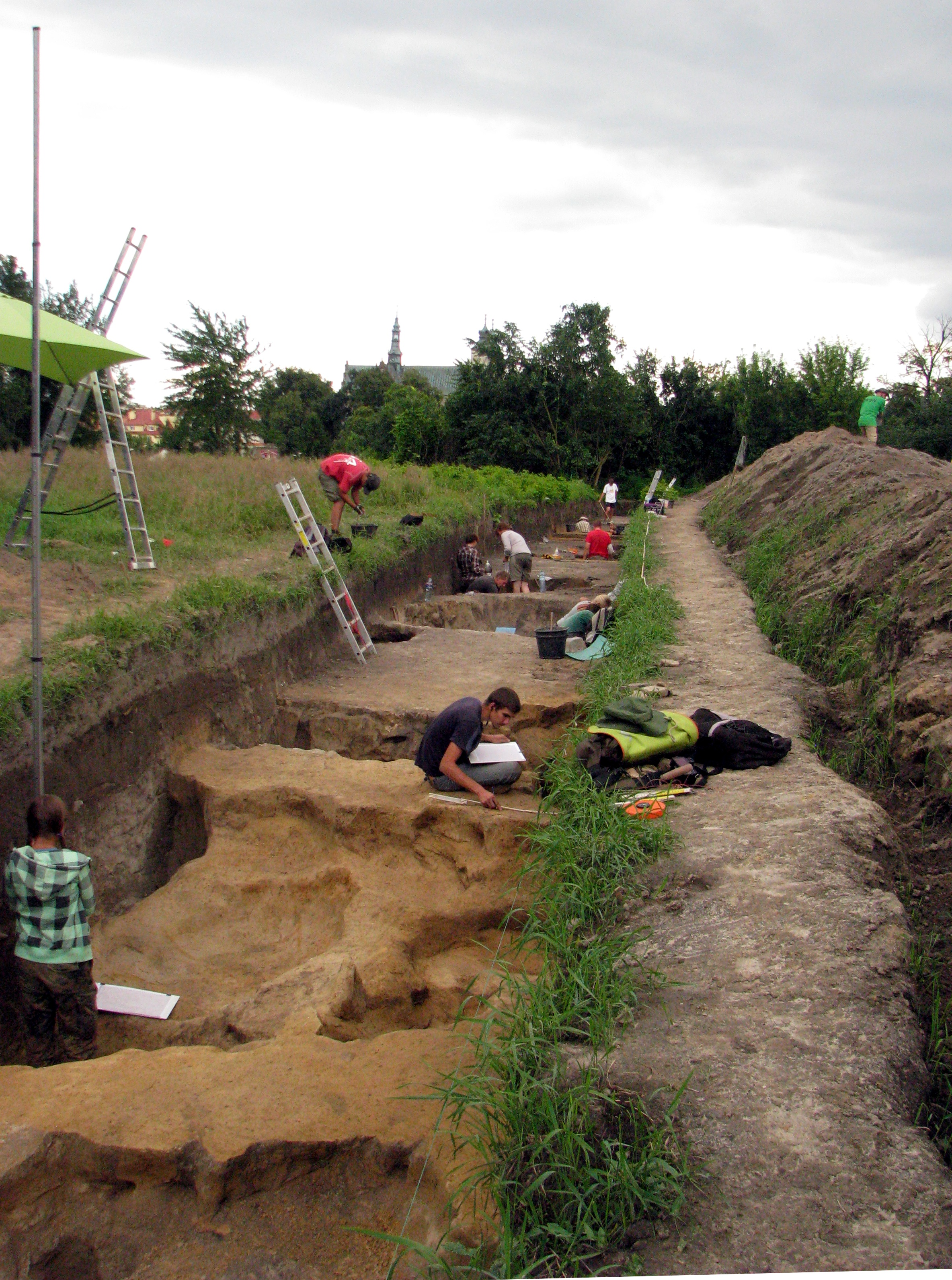
Stanowisko archeologiczne w miejscu dawnej osady Żmigród w Opatowie z XII–XIII wieku

Śledź Otrembus Podgrobelski zupełnie poważnie traktuje możliwość „naukowego” kształtowania wyobraźni, lecz „sposób, w jaki tego dokonuje, stawia pod znakiem zapytania całą koncepcję”. W 2001 książka Śledzia została nominowana w plebiscycie „Przekroju” na „najśmieszniejszą książkę świata”. Wstęp został w 2009 zgłoszony przez wydawcę do XVIII Ogólnopolskiego Przeglądu Książki Krajoznawczej i Turystycznej w Poznaniu. Kolejny dodruk ukazał się w 2016. Każda edycja jest oznaczona jako wydanie „przejrzane i nie poprawione”.
Książka została zaliczona przez czytelników do tuzina „niezwykłych bestsellerów na prima aprilis” i dwunastu książek, „które uformowały Filipa Łobodzińskiego”, który określił ją jako „czysty pure nonsens, strumień pseudonaukowej nadświadomości, galopada konceptów i przecudna lektura wielokrotnego użycia”.
Organizatorzy festiwalu „Manifestacje Poetyckie” w Warszawie w 2005 zachęcali uczestników do tworzenia „w wolnych chwilach” imagineskopów według opisu Śledzia. W 2019 Wstęp był czytany publicznie w Warszawie podczas festiwalu książek „niesamowitych”. W tym samym roku Stanisław Tym napisał, że „dziś imagineskopów mam kilkadziesiąt” i ich „większość zrobiłem sam”.
Metoda prowadzenia badań i abstrakcje zaproponowane przez Śledzia Otrembusa Podgrobelskiego znajdują licznych zainteresowanych, którzy je adaptują do swoich celów. Potrzebę stosowania imagineskopii i różnych sposobów poszerzania wyobraźni przez studentów uniwersytetu wykazano w dyskusji na tematy antropologiczne i archeologiczne, których opracowanie było oparte na tekście Śledzia. W czasie studenckiej Konferencji Przyjaciół Archeologii w Lublinie w 2017 postulowano wprowadzenie imagineskopii do programu nauczania na studiach archeologii. W 2019 stosowano skutecznie zasady imagineskopii do archeologicznej rekonstrukcji historii wzgórza Żmigród w Opatowie. Badania te były związane z koncepcją Żmija – skrzydlatego smoka z wierzeń dawnych Słowian i jego śladami w Małopolsce.
Po upływie czasu autor Wstępu jest uznawany jako „odważny klasyk”, a jego uwagi na temat imagineskopii i pendologii, będącej „rzekomą wiedzą”, są postrzegane jako uniwersalne w stosunku do „nauki niefikcyjnej, zinstytucjonalizowanej”. Według analityków, Śledź Otrembus Podgrobelski przemieścił naukę „na pozycję jednej z wielu równoprawnych opowieści”. Autor został określony jako jeden z pisarzy, „którzy wcale nie chcieli nimi być”. Imagineskop i imagineskopia weszły jako przydatne pojęcia do licznych blogów i małych form literackich. Książka Śledzia należy do tekstów „nowej” prozy, które „budowały własne konceptualizacje autentyczności” i stanowiły próbę „uwolnienia fikcji z rygorów służebności”. Parodia wypowiedzi naukowej we Wstępie jest zaś skutecznym sposobem nadawania wypowiedzi autora „znamion dzieła sztuki”.

Imagineskopia wraz ze swym rynsztunkiem pojęciowym i rozbuchanym życiem instytucjonalnym stanowi wciąż szyfr, dzięki któremu rozpoznają się zwolennicy humoru wyższej próby (...)

Natura postrzegana przez imagineskop jest „najlepszym lekarzem naszych ciał i dusz”. Podczas konferencji Bezpieczeństwo, spokój, nauka – priorytety edukacji dzieci ukraińskich odbytej w Wałbrzychu 23 marca 2022 zalecono polskim nauczycielom wspierającym uchodźców ukraińskich materiały edukacyjne o walorach terapeutycznych. Zaproponowano, między innymi, „posłużenie się «imagineskopem» – wyobrażeniowym urządzeniem, które pozwala uruchomić wyobraźnię i wzbogacić ją o optymistyczne elementy rzeczywistości”. Imagineskopy są bowiem „skutecznym narzędziem terapeutycznym, które pozwalają znaleźć i odczuć pozytywne emocje”.
W 2022 Radio Kraków nadało audycję o znaczeniu imagineskopii w powiększaniu wyobraźni przyrodniczej. W 2023 Szczepan Twardoch stwierdził, że książka Śledzia Otrembusa Podgrobelskiego „jest naprawdę potwornie śmieszna”.

#### Aspekty artystyczne

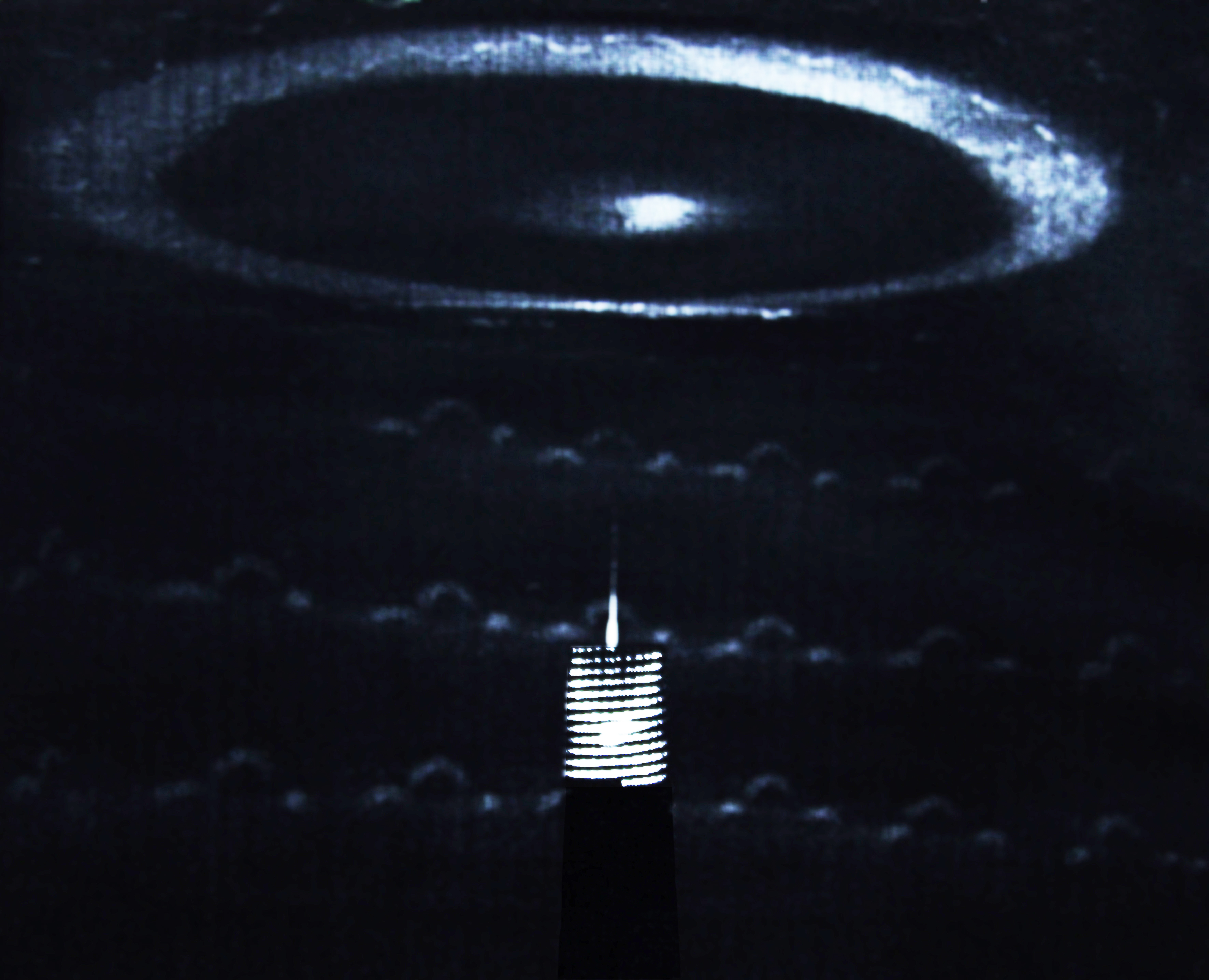
Leszek Lewandowski (2002) – Imagineskop, instalacja optyczno-kinetyczna, inspirowana Wstępem do imagineskopii. Jest efektem projekcji światła na ściany zaciemnionego studio przez wirujący, świecący cylinder z otworami

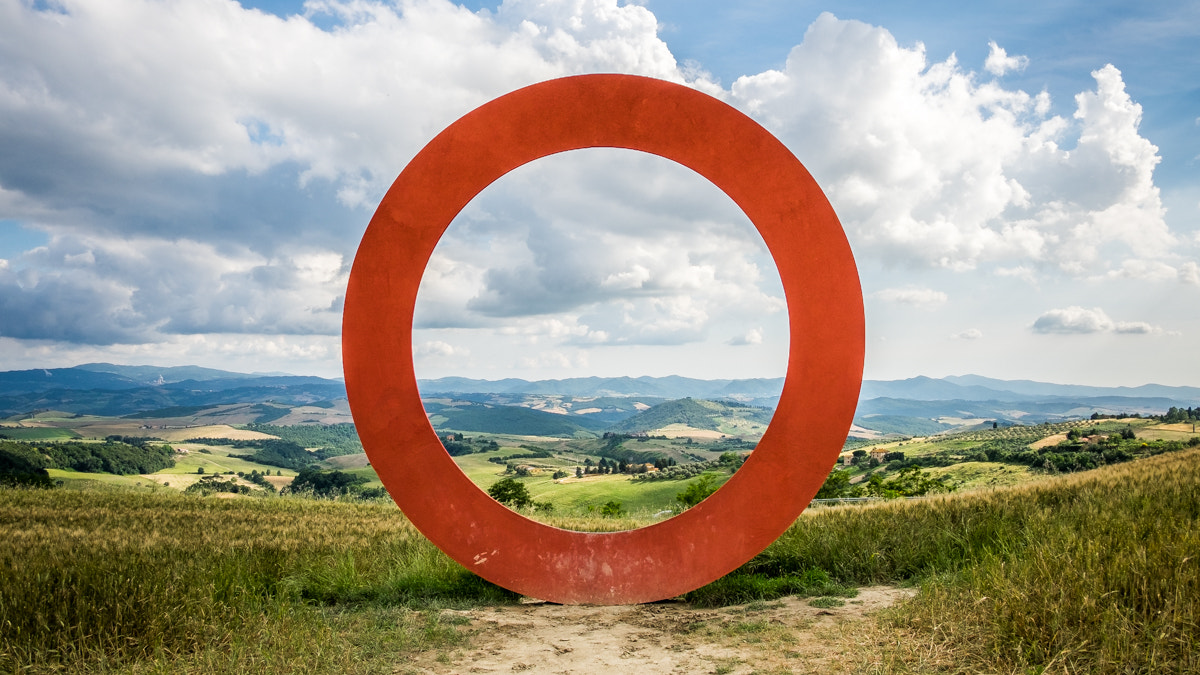
Plenerowa instalacja przestrzenna rzeźbiarza Mauro Staccioli koło Volterry w Toskanii,

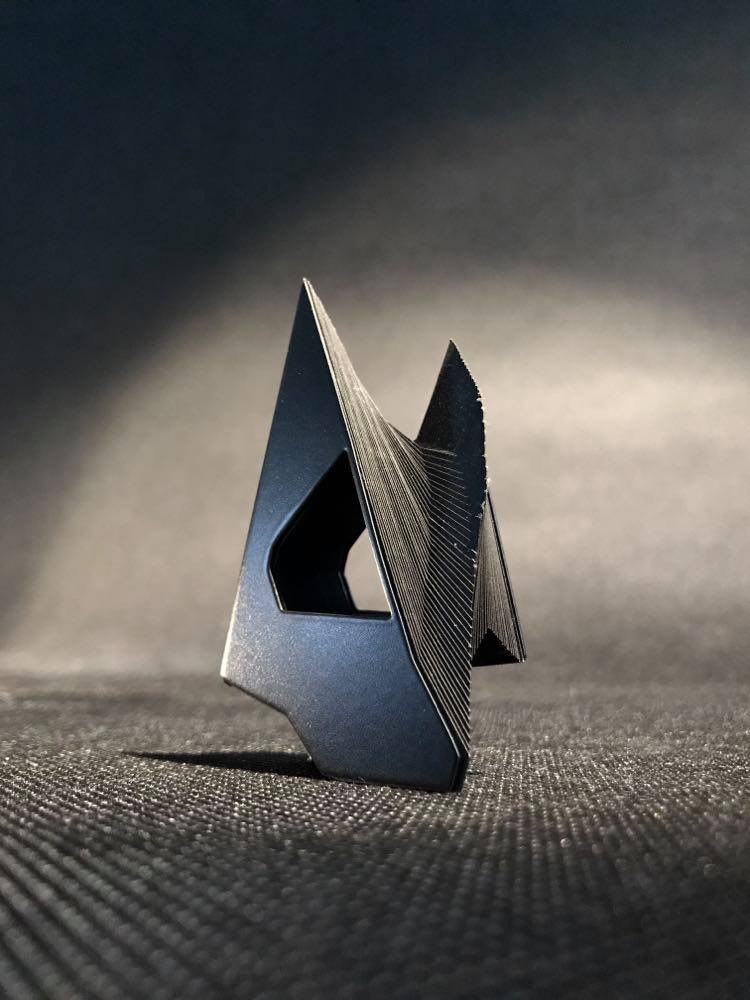
Imagineskop I (obiekt-pierścień, papier, mosiądz czerniony, 8x5x2 cm, 2020) Magdaleny Szadkowskiej nagrodzony na 31. Międzynarodowym Konkursie Sztuki Złotniczej „Jakość” w Legnicy w 2023

Grupa artystów z Bochum użyła fikcyjnej teorii obliczeniowej opisanej we Wstępie do imagineskopii i w 2004 przedstawiła w niemieckiej galerii muzealnej dokument artystyczny dotyczący formy tekstu literackiego. Projekt ten był związany z innym eksperymentem artystycznym – interpretacją symbolizmu dźwięków i znaków, w tym wypadku przypominającego imagineskop „otworu” litery O. Na tej samej wystawie pokazano inspirowane tą koncepcją „obiekty książkowe” oraz, podobną do reprodukowanego wyżej rysunku „klasycznego imagineskopu Jabcona”, nową odmianę imagineskopu drewnianego. Ten model imagineskopu, zmodyfikowany o „podwójną ochronę otworu”, został pokazany w 2008 w Muzeum Anny Achmatowej w Petersburgu.
Książka Śledzia była także inspiracją dla instalacji artystycznej Imaginoskop Leszka Lewandowskiego, która została wystawiona w 2015 w Galerii Bielskiej BWA i następnie zakupiona przez Galerię Arsenał w Białymstoku. Instalacja o charakterze optyczno-kinetycznym wykorzystuje obracający się cylinder, który rzutuje świetlne spirale na ściany pomieszczenia. Oglądający ulega różnym zaburzeniom percepcji i stanom, które są bliskie hipnozie. Lewandowski wpływa artystycznie na wyobraźnię publiczności i „aranżuje sytuację balansującą na granicy gry z widzem i eksperymentów z iluzją, aby sprowokować widzów do refleksji nad bezkrytycznie uwewnętrznianymi obrazami świata”, a także konfrontuje je z „niezgłębioną w istocie potęgą wyobraźni” działającej według opisu Śledzia Otrembusa Podgrobelskiego.
W 2019 zauważono wykorzystanie zasad imagineskopu w plenerowych instalacjach przestrzennych autorstwa rzeźbiarza Mauro Staccioli, eksponowanych na wzgórzach wokół miejscowości Volterra w Toskanii. Minimalistyczne w treści instalacje współgrają z krajobrazem i dają obserwatorowi „możliwość zmiany perspektywy widzenia”.
Zdanie Jeremiasza Apollona Hytza jakoby „Pomnażając cokolwiek, powiększamy rzeczywistość, która zaczyna przechodzić wyobraźnię” stało się również inspiracją dla artysty-stolarza prowadzącego w drugiej dekadzie XXI wieku w Starym Kawkowie na Warmii galerię sztuki użytkowej oferującą różnego rodzaju imagineskopy przenośne. W niedalekim Brąswałdzie są konstruowane dla dzieci drewniane imagineskopy, które „rozwijają wyobraźnię, zamiast ją wyręczać”. W 1979 proponowano wprowadzenie importu „produktów przemysłu imagineskopowego”.
Pojęcie imagineskopu zostało zaadaptowane także przez artystę malarza, recenzenta dzieł malarskich, grafika, fotografika, teatrologa, specjalistę ekonomiki teatru, także specjalistę socjologii zmiany społecznej. Innym przykładem zastosowania imagineskopii jest fotografia otworkowa.
W 2021 rolę imagineskopii w twórczości rzeźbiarskiej Leopolda Buczkowskiego analizowała Ewa Klekot. W tym samym roku zauważono, że stosowanie koncepcji imagineskopii w architekturze umożliwia „pożyteczny wkład w odpowiedź na pytanie «po co?» oraz w perspektywiczne myślenie”. W „biodróży”, pieszej wycieczce w naturze i organizowanej w 2023 przez Galerię Arsenał w Białymstoku ważnym narzędziem jest lupa, która „zyskuje status imagineskopu, który nie tyle powiększa obraz, co pomniejsza obserwatora, dając wrażenie wyobraźni poszerzonej”.
W 2023 otwarto w Łodzi wystawę „Imagineskopy” rzeźb Magdaleny Szadkowskiej, która uważa imagineskopy za „przedmioty emocjonalne, które mają stać się pomostem do podróży w głąb własnych wyobrażeń”. Tego samego roku, podczas 31. Międzynarodowego Konkursu Sztuki Złotniczej w Legnicy otrzymała nagrodę Targów Inhorgenta w Monachium, a także kilka innych wyróżnień, za koncepcję dwóch pierścieni nazwanych Imagineskop (I i II) mogących służyć do „powiększania wyobraźni” z papieru i mosiądzu czernionego oraz z papieru i srebra. Artystka wykonuje także duże rzeźby plenerowe.

### Niegdysiejsze śniegi, niegdysiejsze mgły

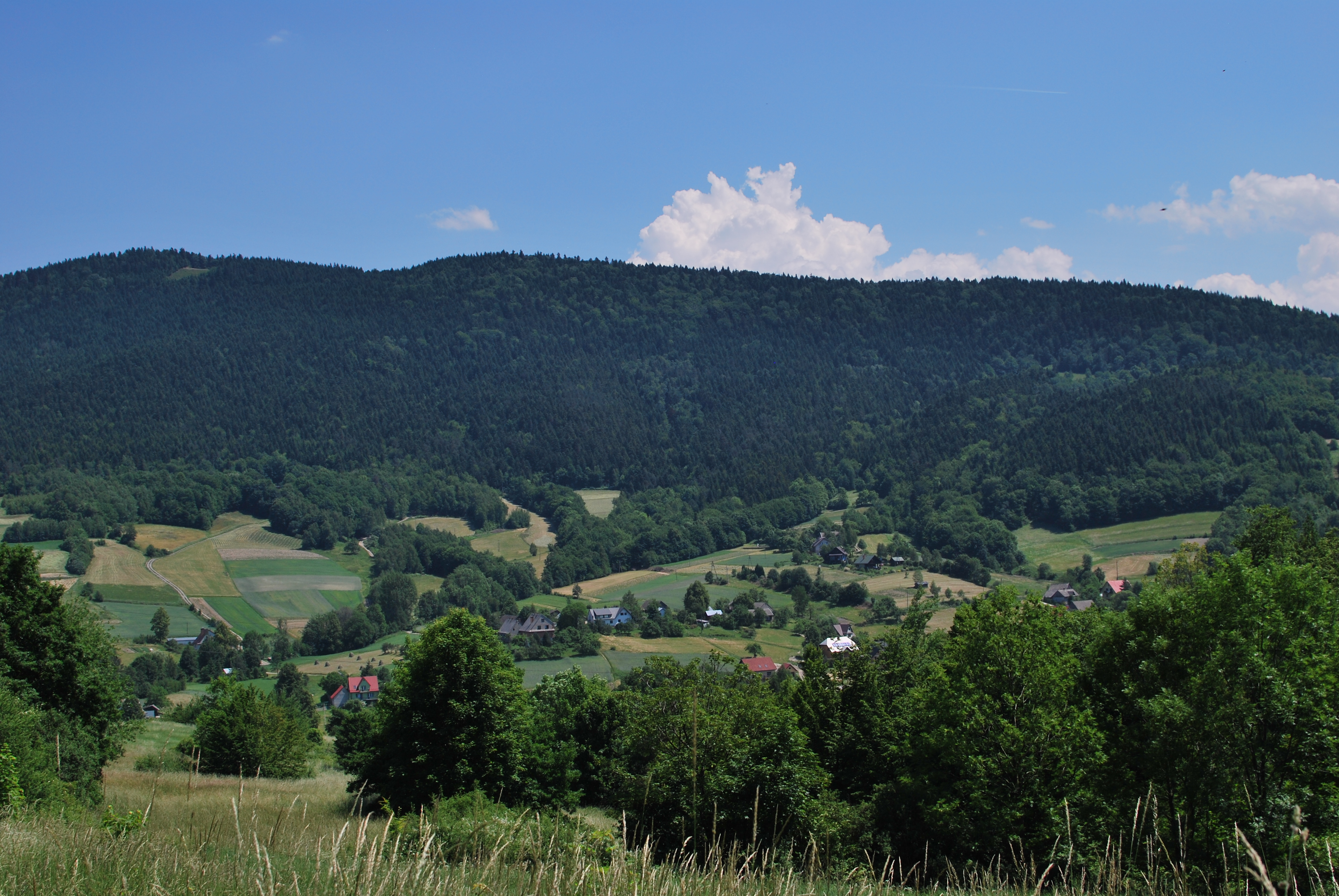
Widok od zachodu na wieś Wierzbanowa w Beskidzie Wyspowym. Widoczne Pasmo Cietnia (829 m n.p.m.)

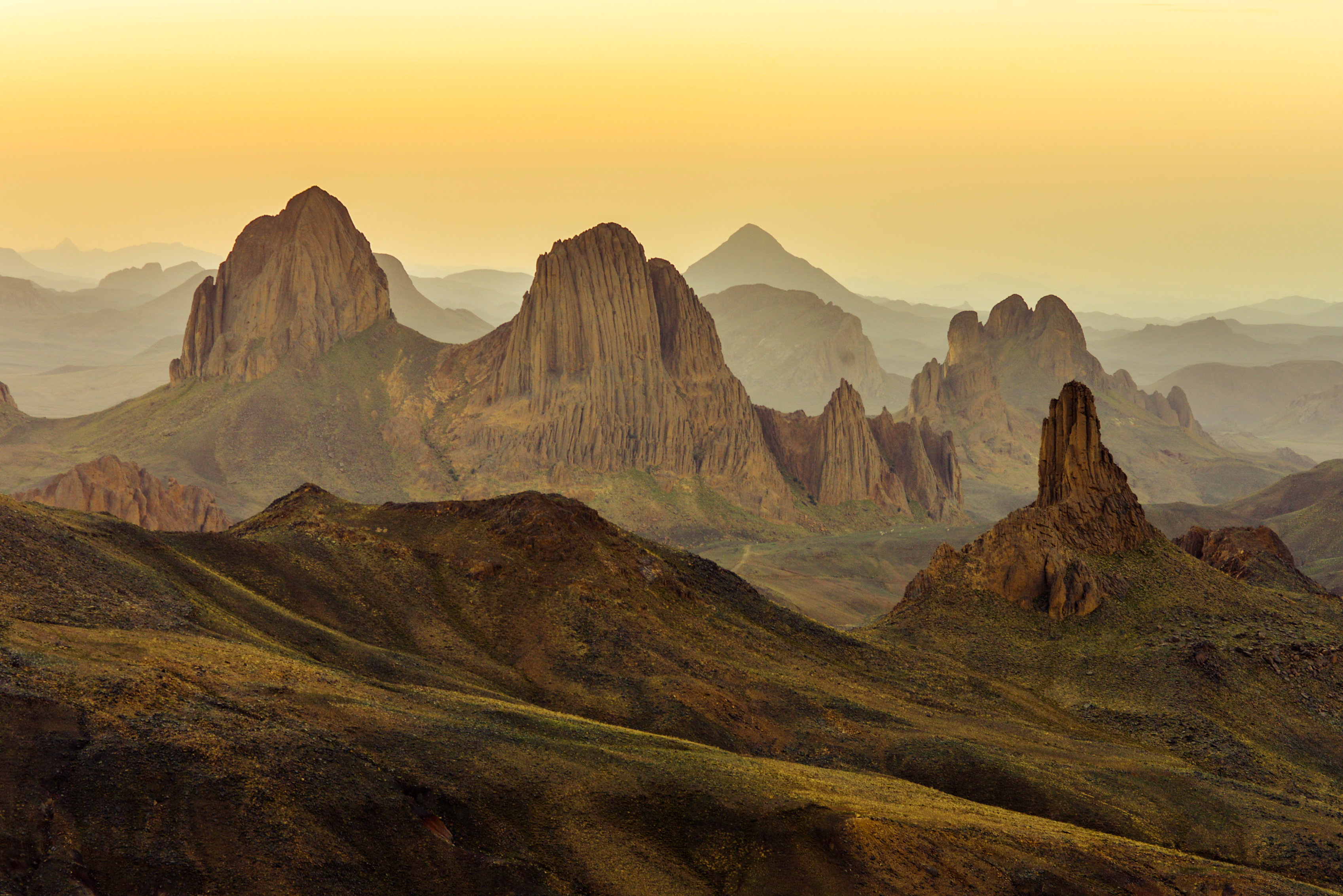
Góry Ahaggar na granicy Algierii i Nigru

Stanisław Moskal pod tym samym pseudonimem napisał w 2012 tom wspomnień Niegdysiejsze śniegi, niegdysiejsze mgły. „Kapitalne to dzieło czytamy sobie z żoną głośno, smakujemy...” napisał recenzent, który wskazał na wiejskie i górskie zauroczenie autora – najpierw Sułkowice pod Krakowem, także góralski Kowaniec pod Nowym Targiem, później Bieszczady, włóczęgi z żoną „Szprotką” w Gorcach, Tatry, wreszcie Wierzbanowa, gdzie wybudował dom.
W domu „pod Groblą” w Sułkowicach urodził się jego ojciec Stanisław, który pozostawił obszerny rękopis wspomnień. Nazwa domu była inspiracją dla przyjęcia pseudonimu literackiego „Podgrobelski”. Autor spędzał u stryja Władysława uczniowskie miesiące wakacyjne, które dawały okazję do licznych wędrówek i do poznania atmosfery wsi podbeskidzkiej. Stał się miłośnikiem folkloru i znawcą lokalnych gwar Podhala. Będąc zarówno socjologiem, jak i ekonomistą wsi poznał te okolice „głębiej niż jej mieszkańcy”.
Po ukończeniu pierwszych studiów odbył roczną praktykę u farmera w Szwajcarii, później podróżował po Syberii i spędził długie lata w pustynnej Algierii. Wszędzie interesowały go miejscowe walory geograficzne, krajoznawcze i etnograficzne, które opisał w książce wspomnieniowej.
Wspólnie z żoną odbył wyprawę na wielbłądach przez pustynię z Tamanrasset do stóp gór Ahaggar na granicy Algierii i Nigru. W 1987 na tym obszarze powstał jeden z algierskich parków narodowych – Park Narodowy Ahaggaru.
Autor prowadzi czytelnika przez etapy i miejsca swojego życia, często egzotyczne, z punktu widzenia naukowca z doświadczeniem międzynarodowym, któremu „los wyznaczył polskość jako glebę zakorzenienia”. „Dla Śledzia religią stają się góry i żagle, podróż, ruch, (...) a świat pojęć ogólnych i pisanych z dużych liter wartości i reguł wrzuca do kabaretu, w domenę zgrywy i drwiny”.

W konkluzji tych wspomnień napisał, „że wprawdzie niewiele już mogę, ale w zamian jeszcze mniej muszę, a przecież mus wielgi pon, ale niemus jesce wiynksy”. 

## Inne informacje

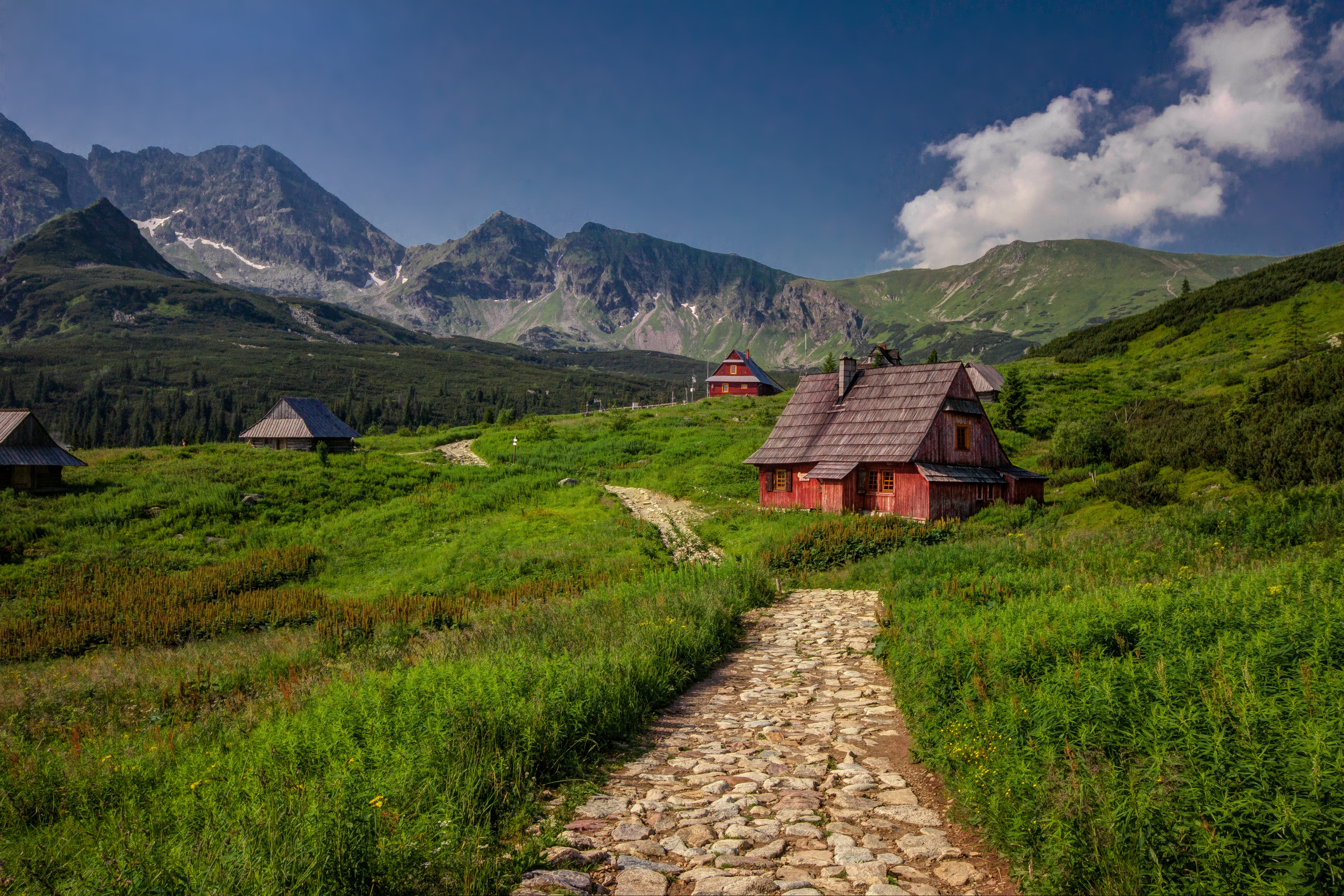
Hala Gąsienicowa, widok na Betlejemkę

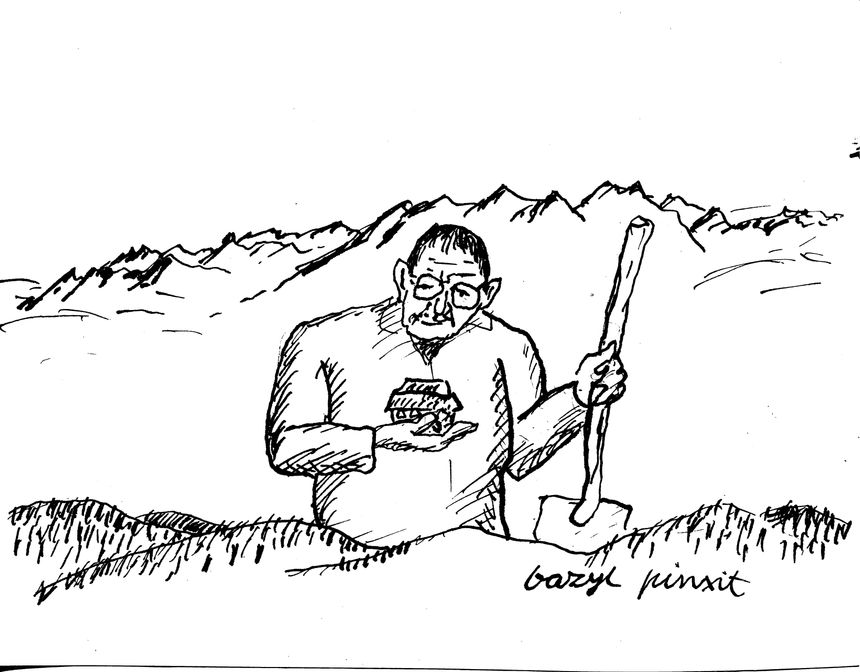
Stanisław „Śledź” Moskal buduje dom w Wierzbanowej – rys. Bazyl Murawa, 2018

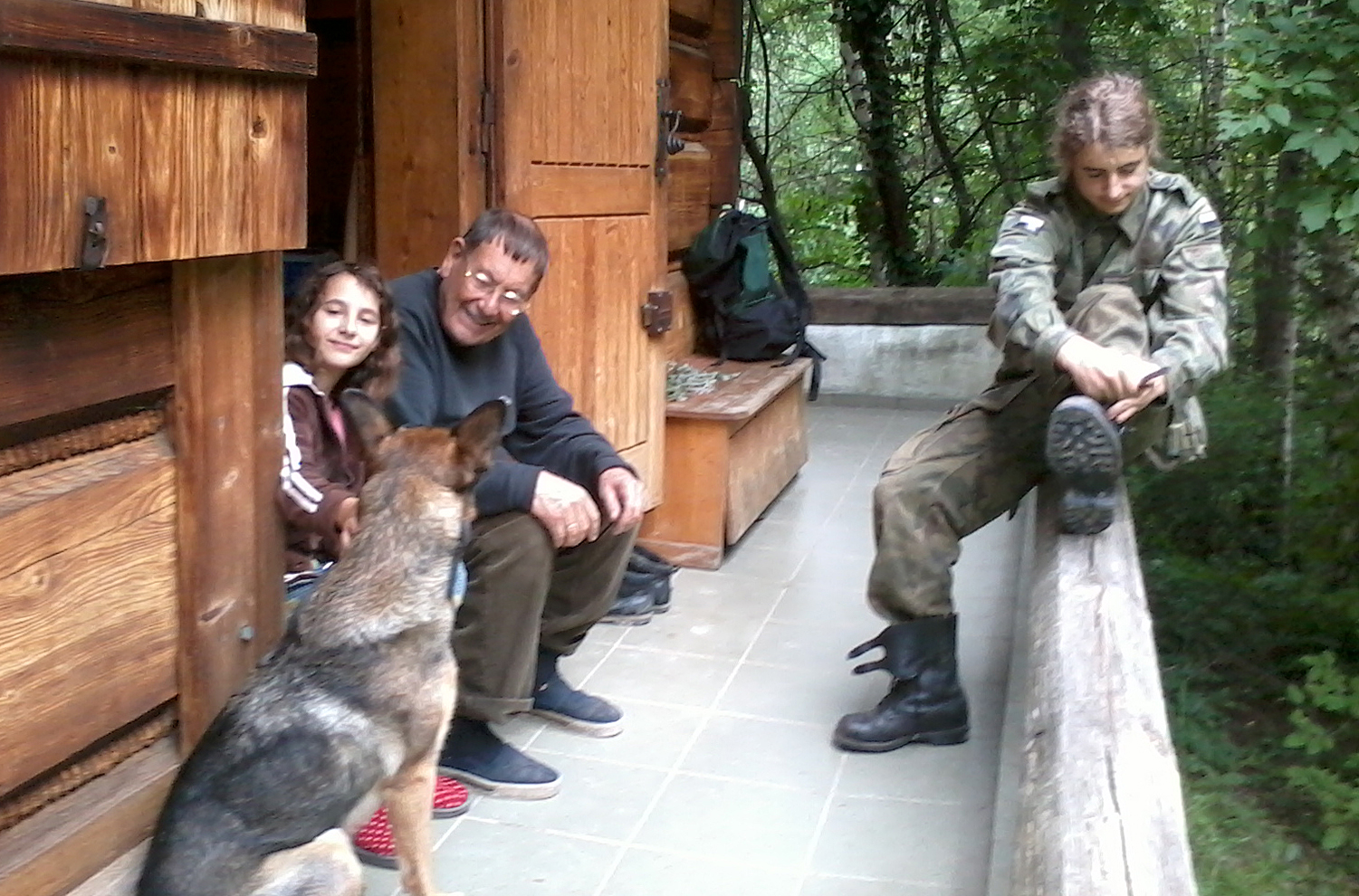
Stanisław „Śledź” Moskal z wnukami przed domem w Wierzbanowej w 2012

Był miłośnikiem Tatr i Podhala. Koncepcja Wstępu do imagineskopii powstała w latach 60. XX wieku w czasie pobytów na Hali Gąsienicowej w niewielkim schronisku „Betlejemka”, gromadzącym głównie młodych taterników i narciarzy. Schronisko wybudowała około 1914 góralska rodzina Bustryckich. W 1964 z inicjatywy Śledzia (Stanisława Moskala) powołano w nim Międzynarodowe Biuro do Spraw Powiększania Wyobraźni. W tym okresie zaczęto też używać nazwy „Betlejemka”. Nad drzwiami widniał szyld: „Betlejemka. Schronisko wysokogórskie imienia Jeremiasza Apollona Hytza”. W środku wisiała tablica upamiętniająca jego dokonania („Nawet dżdżownica też się zachwyca osiągnięciami Jot. A. Hytza”). Tym zasadniczym dokonaniem było udowodnienie, że „każdy skutek ma swoją przyczynę”. Atmosfera Betlejemki w ówczesnych warunkach politycznych i społecznych w znacznym stopniu przyczyniła się do powstania prześmiewczej koncepcji imagineskopii i kreacji postaci Jeremiasza Apollona Hytza. W 1972 Stanisław Moskal uczestniczył w negocjacjach Klubu Wysokogórskiego z Tatrzańskim Parkiem Narodowym w sprawie umieszczenia w Betlejemce szkoły taternictwa.
Międzynarodowe Biuro do Spraw Powiększania Wyobraźni działało przed pierwszą publikacją Wstępu do Imagineskopii w 1977. Podczas VII Ogólnopolskiej Turystycznej Giełdy Piosenki Studenckiej w Szklarskiej Porębie w 1974, Biuro rozpowszechniało „sposób optymistycznego oglądu świata za pomocą przyrządu o nazwie «przeziór-imaginoskop»”. Później Biuro przeniosło działalność do Kukowa i w 2004 zostało opisane na mapie Pasma Babiogórskiego i Jałowieckiego.
Stanisław Moskal był także żeglarzem, narciarzem, jeźdźcem i podróżnikiem. Najchętniej wracał do gór południa Polski i ich mieszkańców, których badaniom socjologicznym poświęcił swoje życie zawodowe. Gdy rozpoczynał pracę nad Wstępem do imagineskopii nazwanym później „kultową książką zbójecką” był studentem socjologii po ukończonych studiach rolniczych i z zawodowym doświadczeniem międzynarodowym. Autobiografię Niegdysiejsze śniegi, niegdysiejsze mgły napisał „moim wnukom” z perspektywy lat 2007–2011 w ulubionej Wierzbanowej w Beskidzie Wyspowym. W wybudowanym tam przez siebie w lokalnym stylu drewnianym domu gromadził eksponaty do własnego muzeum etnograficznego.
Podawał, że z zamiłowania jest etnografem, etnologiem i historykiem cywilizacji.

## Upamiętnienie
Ukazały się wspomnienia na portalach i forach internetowych, a także w wydawnictwach drukowanych. Tekst w czasopiśmie akademickim podaje, że był „niezwykłym człowiekiem”, który „pomagał młodym adeptom nauki znaleźć własny imagineskop”.